# Карассаи
Карасса́и (итал. Carassai) — коммуна в Италии, располагается в регионе Марке, в провинции Асколи-Пичено.
Население составляет 1235 человек (2008 г.), плотность населения составляет 55 чел./км². Занимает площадь 22 км². Почтовый индекс — 63030. Телефонный код — 0734.
Покровителем коммуны почитается святой апостол Варнава, празднование 11 июня.

## Демография
Динамика населения:

## Администрация коммуны
- Официальный сайт: